# Joan Paleòleg (gran domèstic)

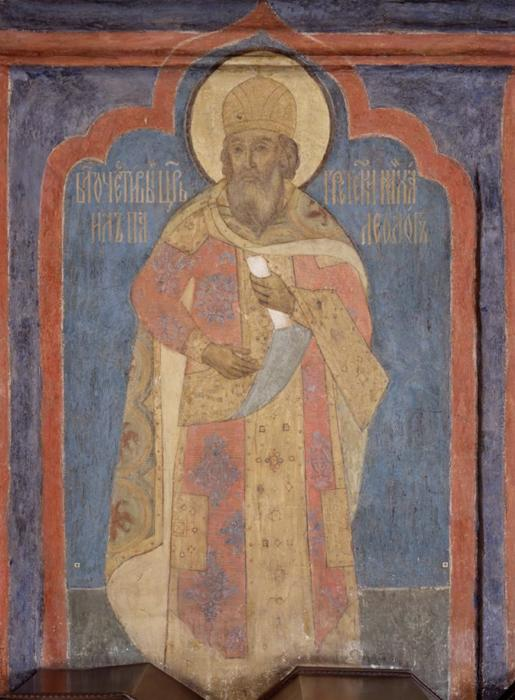
Representació de Miquel VIII Paleòleg, germà gran de Joan.

Joan Paleòleg fou un militar romà d'Orient i noble de la noble família dels Paleòlegs. Segon fill del gran domèstic Andrònic Paleòleg i Teodora Paleòloga; germà de l'emperador Miquel VIII Paleòleg. Nascut després de 1225. Es va convertir en un general (estrateg) i també va rebre els títols de gran domèstic, sebastocràtor i dèspota. Va dirigir l'exèrcit de Nicea en la batalla de Pelagònia (1259) i va participar en quasi totes les guerres dutes a terme per Miquel VIII tant a l'oest i el front oriental.